# Långören (Vårdö, Åland)
Långören är en ö i Åland (Finland). Den ligger i Skärgårdshavet och i kommunen Vårdö i landskapet Åland, i den sydvästra delen av landet. Ön ligger omkring 31 kilometer öster om Mariehamn och omkring 250 kilometer väster om Helsingfors.
Öns area är 13,3 hektar och dess största längd är 0,6 kilometer i sydväst-nordöstlig riktning.